# Молочко, Сергей Владимирович
Сергей Владимирович Молочко (укр. Сергій Володимирович Молочко; род. 14 октября 1993, Замглай, Черниговская область) — украинский футболист, нападающий молдавского клуба «Бэлць».

## Биография
Начал выступления на любительском уровне, выступая в чемпионате Черниговской области за «Строитель-Энергия» из посёлка Репки (2012), «ЛКТ-Славутич» из Славутича (2013, 2015) и «Зернопром» из Анисова (2016).
В феврале 2017 года подписал контракт с новокаховской «Энергией». Вместе с командой дошёл до финала Кубка федерации футбола АР Крым 2017 года. Его дебют во Второй лиге Украины состоялся 18 марта 2017 года в игре против иванофранковского «Прикарпатья» (1:3). Спустя месяц, 28 апреля 2017 года, Молочко отметился хет-триком в ворота запорожского «Металлурга» (13:1).
В июле 2018 года перешёл в житомирское «Полесье», однако покинул клуб уже в следующем месяце. Осенью 2018 года присоединился к «Факелу» из города Липовец Винницкой области, игравшему в любительском чемпионате Украины. Зимой 2019 года перешёл в любительский немецкий клуб «Айнтрахт», представляющий город Эмзело.
9 июля 2019 года стал игроком «Никополя», за который играл в течение полугода во Второй лиге Украины, после чего вернулся в «Айнтрахт». Летом 2020 года был на просмотре в криворожском «Горняке».
В итоге в сентябре 2020 года перешёл в молдавский «Бэлць». Вместе с командой стал победителем Дивизиона «A». Молочко в сезоне 2020/21 занял второе место в гонке лучших бомбардиров турнира, забив 24 гола. Дебют в высшем молдавском дивизионе состоялся 1 июля 2021 года, тогда «Бэлць» сумел обыграть тираспольский «Шериф» (1:0).

## Достижения
- Победитель Дивизиона «A»: 2020/21